# La Moitié d'un roi
La Moitié d'un roi (titre original : Half a King) est un roman de fantasy de l'écrivain britannique Joe Abercrombie publié en 2014 puis traduit en français et publié en 2015. Il est le premier tome de la série La Mer éclatée. Cet ouvrage a obtenu le prix Locus du meilleur roman pour jeunes adultes 2015.

## Éditions
- Half a King, Del Rey Books, 15 juillet 2014, 352 p.  (ISBN 978-0804178327)
- La Moitié d'un roi, Bragelonne, 22 octobre 2014, trad. Juliette Parichet, 288 p.  (ISBN 978-2352947974)
- La Moitié d'un roi, in volume La Mer éclatée - L'Intégrale, Bragelonne, 20 septembre 2017, trad. Juliette Parichet, 864 p.  (ISBN 979-1028104368)